# Phaseolodes mannii
Phaseolodes mannii là một loài thực vật có hoa trong họ Đậu. Loài này được (Baker) Kuntze miêu tả khoa học đầu tiên năm 1891.